# Fosforibozilaminoimidazolsukcinokarboksamidna sintaza
Fosforibozilaminoimidazolsukcinokarboksamidna sintaza (EC 6.3.2.6, fosforibozilaminoimidazol-sukcinokarboksamidna sintetaza, PurC, SAICAR sintetaza, 4-(N-sukcinokarboksamid)-5-aminoimidazolna sintetaza, 4-((N-sukcinilamino)karbonil)-5-aminoimidazol ribonukleotidna sintetaza, SAICARs, fosforibozilaminoimidazolsukcinokarboksamidna sintetaza, 5-aminoimidazol-4-N-sukcinokarboksamid ribonukleotid sintetaza) je enzim sa sistematskim imenom 5-amino-1-(5-fosfo--ribozil)imidazol-4-karboksilat:L-aspartat ligaza (formira ADP). Ovaj enzim katalizuje sledeću hemijsku reakciju
ATP + 5-amino-1-(5-fosfo--ribozil)imidazol-4-karboksilat + L-aspartat {\displaystyle \rightleftharpoons } ADP + fosfat + (S)-2-[5-amino-1-(5-fosfo--ribozil)imidazole-4-karboksamido]sukcinat
Ovaj enzim učestvuje u purinskoj biosintezi.

## Literatura
- Nicholas C. Price; Lewis Stevens (1999). Fundamentals of Enzymology: The Cell and Molecular Biology of Catalytic Proteins (Third изд.). USA: Oxford University Press. ISBN 019850229X.
- Eric J. Toone (2006). Advances in Enzymology and Related Areas of Molecular Biology, Protein Evolution (Volume 75 изд.). Wiley-Interscience. ISBN 0471205036.
- Branden C; Tooze J. Introduction to Protein Structure. New York, NY: Garland Publishing. ISBN 0-8153-2305-0.
- Irwin H. Segel. Enzyme Kinetics: Behavior and Analysis of Rapid Equilibrium and Steady-State Enzyme Systems (Book 44 изд.). Wiley Classics Library. ISBN 0471303097.
- William P. Jencks (1987). Catalysis in Chemistry and Enzymology. Dover Publications. ISBN 0486654605.

## Spoljašnje veze
- Phosphoribosylaminoimidazolesuccinocarboxamide+synthase на 